# Marigny-en-Orxois
Marigny-en-Orxois è un comune francese di 476 abitanti situato nel dipartimento dell'Aisne della regione dell'Alta Francia.

## Società

### Evoluzione demografica
Abitanti censiti